# Burni Gemok
Burni Gemok är ett berg i Indonesien.   Det ligger i provinsen Aceh, i den västra delen av landet, 1 600 km nordväst om huvudstaden Jakarta. Toppen på Burni Gemok är 1 818 meter över havet, eller 502 meter över den omgivande terrängen. Bredden vid basen är 1,5 km.
Terrängen runt Burni Gemok är kuperad söderut, men norrut är den bergig.Runt Burni Gemok är det mycket glesbefolkat, med 2 invånare per kvadratkilometer. I omgivningarna runt Burni Gemok växer i huvudsak städsegrön lövskog.